# Анаксагор
Вижте пояснителната страница за други личности с името Анаксагор.
Анаксагор е древногръцки, предсократически философ, представител на йонийската школа и основоположник на философския живот в Древна Атина, където живее около 30 години, докато не е прогонен от града, след като е обвинен в безбожие.

## Виждания
Според Анаксагор не природна стихия, а Умът (движеща сила, наричана от него Нус) стои в основата на природата и нейния порядък.
Той учи, че като цяло светът не възниква и не загива, а съществуват "семена на нещата", които са вечни. Според него няма най-малки съставни елементи, а материята получава свойствата си от това, което преобладава в сместа. Тези семена Аристотел определя впоследствие като „хомеомерии“ (подобночастни). Семената представляват, според Анаксагор, минимални частици, които имат всички свойства на нещата. Във всяко семе присъстват качествата на всички неща и в този смисъл Анаксагор учи, че всичко е във всичко, но в тях обаче преобладават качествата на определен предмет, затова при съединяване на частиците възниква конкретният предмет.
Анаксагор е известен със своята космология и с проникновените си природонаучни достижения, като откритието на причината за затъмненията и убеждението, че Млечният път представлява съвкупност от звезди, но твърде отдалечени и затова със слята светлина. Забележително в това отношение е и схващането му, относно природата на Слънцето - че е огромен нажежен до жълто камък, издигнат високо в небето.